# Lijnzaad

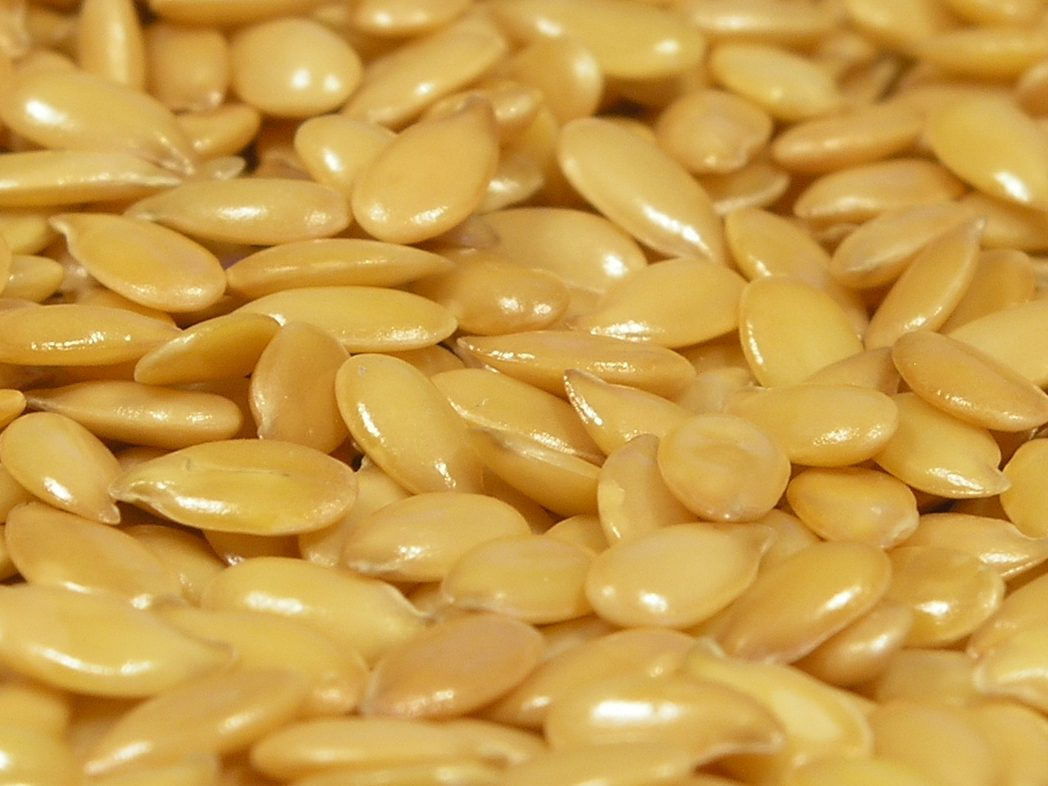
Geel lijnzaad

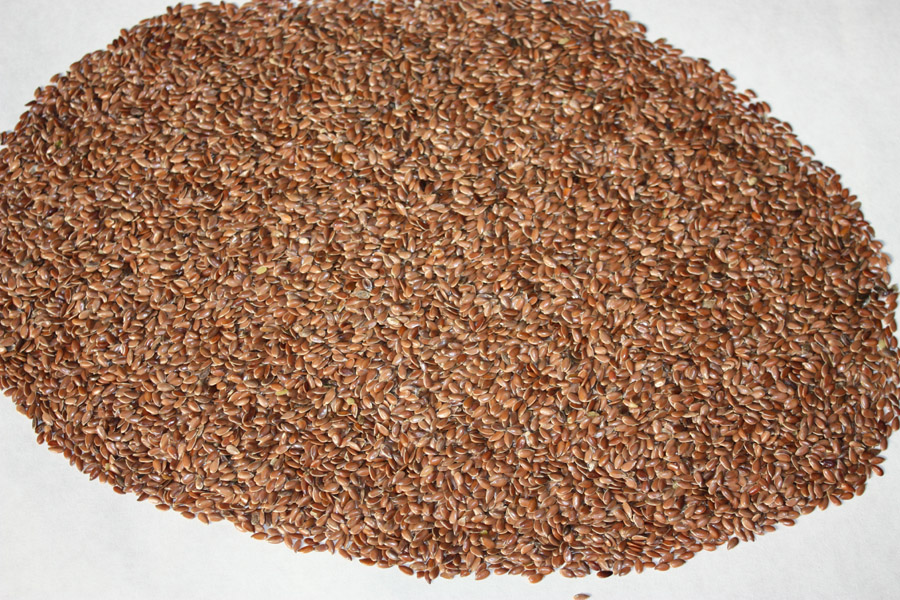
Bruin lijnzaad

Lijnzaad is het zaad van (olie)vlas. Lijnzaad heeft twee grote gebruiksdoelen.
Het wordt gebruikt als grondstof voor lijnzaadolie dat met behulp van een oliemolen uit het zaad wordt geperst. Het restproduct van dit proces noemt men lijnkoek. Lijnkoeken worden gebruikt als veevoer.
Het wordt ook gebruikt als ingrediënt in brood, muesli of andere keukentoepassingen.
Lijnzaad wordt als plantaardige bulkvormer en als bevorderaar van de stoelgang gebruikt. Het kan bij verstopping gebruikt worden. De in de zaadhuid voorkomende voedingsvezel, de slijmpolysaccharide, kan ten minste het viervoudige van het eigen gewicht aan water binden (zwelgetal ten minste 4), wat tot een volumetoename in de darm leidt. Door de toenemende druk op de darmwand wordt de peristaltiek geprikkeld en uiteindelijk de ontlasting op gang gebracht, waarbij het ook als smeermiddel behulpzaam is.

## Samenstelling
Lijnzaad bevat een hoog percentage aan omega 3, wat de opbouw van veren bij vogels zou bevorderen. Lijnzaad wordt dan ook gevoerd aan vogels en dit meestal in de winter wanneer de dieren minder voedsel kunnen vinden. Het aminozuurpatroon van lijnzaad is gunstig: vooral het gehalte arginine is hoog.
Ook dragen de omega-3 vetzuren bij aan de gezondheid van mensen, aangezien omega-3 vetzuren niet kunnen worden aangemaakt door het menselijke lichaam. Lijnzaad bevat veel voedingsvezels en wordt daarom ook gebruikt voor gewichtsverlies.
Lijnzaad bevat echter ook cyanogene stoffen die in het menselijk lichaam worden omgezet tot cyanide, maar die worden door voldoende verhitting (80-100°C) geneutraliseerd.

## Productie
In de jaren 90 werd wereldwijd rond 2,5 miljard kilogram aan lijnzaad geproduceerd. Het meeste lijnzaad wordt geproduceerd in Canada. In 2012 wordt daar 40% van de wereldwijde productie geproduceerd. Ook in 2000 was Canada de grootste producent, met bijna 30% van de wereldwijde productie. Hierna volgden China, Duitsland, Verenigde staten en India. In 2000 waren België en Luxemburg tezamen genomen de grootste importeur van lijnzaad, gevolgd door de Verenigde Staten, Duitsland en Nederland.